# 葉因綠
葉因綠（1922年—2010年3月14日），上海人。抗日戰爭曾赴浙江參加游擊隊而被稱為「游擊之花」。珍珠港事變爆發後，曾赴南京傳遞情報，協助部分四行倉庫被俘孤軍成功脫逃。

## 生平
葉因綠出身上海豪門，祖籍浙江镇海县，世代经商，父親葉安香是“五金大王”叶澄衷同族之后，上海知名電機公司負責人。抗日戰爭時期，她曾至浙江省嘉善縣參加游擊隊，擔任藝工人員。因美麗大方，被稱為「游擊之花」。
1937年11月，在上海四行倉庫保衛戰撤退的官兵被租界内的英军攔截，繳械後被軟禁近4年。这是因为日军威胁：如果让他们离开就要入侵租界。日本偷袭珍珠港后，日军占领上海公共租界，并俘获这些官兵。他们分别被遣送至杭州、南京孝陵卫及光华门做苦役，还有一部分留在南京老虎桥监狱拘押。葉因綠得知四行倉庫孤軍被押往南京做苦役的消息後，冒險到南京傳遞情報，協助孤軍上官志標等人脫困。
1949年，葉因綠攜帶兩名幼子，經香港輾轉到台灣與丈夫會合，在屏東的小學教書，退休後搬到新竹定居。2010年3月14日逝世，享年88歲。
葉因綠長子為中華民國空軍前副總司令傅慰孤。